# St. Paul Rangers
I St. Paul Rangers sono stati una squadra di hockey su ghiaccio della con sede nella città di Saint Paul, capitale dello Stato del Minnesota. Nacquero nel 1963 e disputarono la Central Hockey League fino al loro scioglimento nel 1966. Nel corso delle stagioni furono affiliati alla franchigia NHL dei New York Rangers.

## Storia
Nel 1963 le sei franchigie della National Hockey League decisero di fondare una nuova lega di sviluppo, la Central Hockey League e una di esse, i New York Rangers, scelsero come sede della loro squadra la città di Saint Paul in Minnesota fondando i St. Paul Rangers.
Nella stagione inaugurale della lega i Rangers giunsero fino alla finale persa però contro Omaha, ma un anno più tardi riuscirono a conquistare l'Adams Cup contro i Tulsa Oilers. Nel 1965 furono costretti a chiudere i rivali dei Minneapolis Bruins, e per questo motivo pur mantenendo la propria sede a Saint Paul la squadra cambiò denominazione divenendo Minnesota Rangers.
Dopo una sola stagione la franchigia si sciolse e i Rangers si accordarono con gli Omaha Knights come nuovo farm team, mentre nel 1967 la NHL sarebbe sbarcata nel Minnesota grazie alla creazione dei Minnesota North Stars.

### Affiliazioni
Nel corso della loro storia i St. Paul Rangers sono stati affiliati alle seguenti franchigie della National Hockey League:
- New York Rangers: (1963-1966)

## Record stagione per stagione
| St. Paul Rangers  |     |    |    |    |    |    |     |     |    |                                                                |
| 1963-64           | CHL | 72 | 38 | 30 | 4  | 80 | 259 | 230 | 2° | vince semifinali (St. Louis) 4-2 perde Adams Cup (Omaha) 1-4   |
| 1964-65           | CHL | 70 | 41 | 23 | 6  | 88 | 281 | 223 | 1° | vince semifinali (Minneapolis) 4-2 vince Adams Cup (Tulsa) 4-2 |
| Minnesota Rangers |     |    |    |    |    |    |     |     |    |                                                                |
| 1965-66           | CHL | 70 | 34 | 25 | 11 | 79 | 229 | 197 | 1° | vince semifinali (Tulsa) 3-4                                   |

## Record della franchigia

### Singola stagione
Gol: 43  Marc Dufour (1964-65)
Assist: 50  Marc Dufour (1964-65)
Punti: 93  Marc Dufour (1964-65)
Minuti di penalità: 204  Mike McMahon (1964-1965)

### Carriera
Gol: 89  Paul Andrea
Assist: 124  Jim Johnson
Punti: 201  Paul Andrea
Minuti di penalità: 328  Tracy Pratt
Partite giocate: 200  Paul Andrea

## Palmarès

### Premi di squadra
- Adams Cup: 1

1964-1965

### Premi individuali
- CPHL Most Valuable Defenseman Award: 2

Mike McMahon: 1964-65
Al LeBrun: 1965-66